# Irlandia na Mistrzostwach Świata w Lekkoatletyce 2017
Irlandia na Mistrzostwach Świata w Lekkoatletyce 2017 – reprezentacja Irlandii podczas mistrzostw świata w Londynie liczyła 12 zawodników, którzy nie zdobyli żadnego medalu.

## Skład reprezentacji
Mężczyźni
| Zawodnik         | Konkurencja                | Eliminacje | Eliminacje | Półfinał | Półfinał | Finał    | Finał   |
| Zawodnik         | Konkurencja                | Rezultat   | Pozycja    | Rezultat | Pozycja  | Rezultat | Pozycja |
| ---------------- | -------------------------- | ---------- | ---------- | -------- | -------- | -------- | ------- |
| Brian Gregan     | bieg na 400 metrów         | 45,37      | 18. Q      | 45,42    | 19.      | NQ       | NQ      |
| Mark English     | bieg na 800 metrów         | 1:48,01    | 34.        | NQ       | NQ       | NQ       | NQ      |
| Mick Clohisey    | maraton                    | —          | —          | —        | —        | 2:16:21  | 22.     |
| Sean Hehir       | maraton                    | —          | —          | —        | —        | 2:27:33  | 63.     |
| Paul Pollock     | maraton                    | —          | —          | —        | —        | DNS      | DNS     |
| Thomas Barr      | bieg na 400 m przez płotki | 49,79      | 18. Q      | DNS      | DNS      | NQ       | NQ      |
| Alex Wright      | chód na 20 km              | —          | —          | —        | —        | DSQ      | DSQ     |
| Brendan Boyce    | chód na 50 km              | —          | —          | —        | —        | DNS      | DNS     |
| Robert Heffernan | chód na 50 km              | —          | —          | —        | —        | 3:44:41  | 8.      |

Kobiety
| Zawodniczka             | Konkurencja         | Eliminacje | Eliminacje | Półfinał | Półfinał | Finał    | Finał   |
| Zawodniczka             | Konkurencja         | Rezultat   | Pozycja    | Rezultat | Pozycja  | Rezultat | Pozycja |
| ----------------------- | ------------------- | ---------- | ---------- | -------- | -------- | -------- | ------- |
| Síofra Cléirigh Büttner | bieg na 800 metrów  | 2:06,54    | 40.        | NQ       | NQ       | NQ       | NQ      |
| Ciara Mageean           | bieg na 1500 metrów | 4:10,60    | 34.        | NQ       | NQ       | NQ       | NQ      |
| Claire McCarthy         | maraton             | —          | —          | —        | —        | 2:38:26  | 33.     |